# 1439 Фоґтія
1439 Фоґтія (1439 Vogtia) — астероїд головного поясу, відкритий 11 жовтня 1937 року.
Тіссеранів параметр щодо Юпітера — 3,038.